# LOVELETTER
LOVELETTER（ラブレター）とは、2000年に発見されたコンピュータウイルスの一種（ワーム）である。「I LOVE YOU」（アイラブユー）とも呼ばれる。

## 概要
作者はフィリピンの専門学校生であったが、ウイルス発見からまもなく逮捕されている。作者は、後にBBC記者のインタビューに応え、インターネットアクセスのパスワードを盗む目的で作成したプログラムを元にしたこと、全世界に急速に拡散するまでの事態を予測していなかったことなどを話している。

### 感染方法
電子メールを介して感染を広げる。そのメールは題名が「I Love you」、本文は「kindly check the attached LOVELETTER coming from me（訳:このメールに付属しているラブレターをチェックしてください）」となっている。メールには「LOVE-LETTER-FOR-YOU.TXT.vbs」というファイルが添付されており、これを実行すると感染する。

### 被害
感染すると、Outlookのアドレス帳に登録されたメールアドレスすべてに、自動的に自分の複製を送りつける。このとき発信されるメールと添付ファイルは前述のとおりである、そして、拡張子が「vbs」「vbe」「js」「css」「wsh」「sct」「hta」「jpg」「jpeg」「mp2」「mp3」であるファイルをハードディスクの中から探し出し、自分の複製を上書きすることで破壊してしまう。さらに、勝手に悪意あるプログラムをダウンロードする機能もあるが、このダウンロード元サイトが閉鎖されており、この機能は実際は機能しないと報告されている。

### 特徴
このウイルスの特徴はいくつかあるが、特にラブレターを装うことによりソーシャル・エンジニアリング的手法を用いていたことがあげられる。冷静に考えれば馬鹿らしいほどの手法であるが、これに引っかかる被害者が多かった。また、Windowsが初期設定では拡張子を表示しない点をつき、.TXT.vbsという二重拡張子によってウイルス本体（VBScriptファイル）をテキストファイル（.txtのファイル）であるかのように偽装していたことも、ビギナーを中心に感染を広げる原因となった。またスクリプトウイルスの特徴として改変が容易であることから亜種が大量発生したことも、流行の一因となった。

#### ソースの特徴
これといった高度な技術は使用されていない。
さらに、ソース全体に「未完成部分」が点在している。また、MAPI制御部分と 一部のサブルーチンの開発スタイル、ファンクションスペルの厳密性に、微妙なズレがあるため「二人以上の共同開発」という説がささやかれているが真相は、未だわかっていない。
上記にもある通り、Outlookに登録されたメールアドレスすべてに自分の複製を送りつける様になっているが、逆に言えば、Outlook以外のメーラーやMac OS Xを使っている環境では、感染や増殖をしないということである。他にも多数、環境に左右される不安定なソースが使用されている。